# О’Дэниел, Уилберт Ли
Уилберт Ли «Пэппи» О’Дэниел (англ. Wilbert Lee «Pappy» O'Daniel) — американский политик, член консервативного крыла Демократической партии. Стал известен благодаря тому, что вёл популярную программу на техасском радио. Позже был губернатором Техаса и сенатором от того же штата. Также О’Дэниел был автором песен, которые вошли в сборник «Прекрасный Техас».

## Биография

### Молодость
О’Даниэл родился в Мальте, Огайо, но вскоре переехал с родителями в округ Рино, Канзас, где жил на ранчо. В 1925 году он уехал в Форт-Уэрт, Техас, где работал на мукомольной компании в Беррус Миллс.

### Pабота на радио
В конце 1920-х О’Даниэлу доверили рекламировать компанию на радио. С этой целью он написал песни и нанял группу музыкантов, чтобы сформировать такую, как в старые добрые времена, группу.
Радиопостановка О’Даниэла дала ему его прозвище «Пеппи» после того, как броская фраза «передайте булочки, Пеппи» приобрела популярность; это также сделало его центром общественного внимания. К середине 1930-х Уилберт Ли «Пеппи» О’Дэниел был известен каждой семье в Техасе. Национальный репортёр журнала написал в это время: «В двенадцать тридцать каждый день начинала царить тишина в Техасе, нарушаемая только музыкой и приятным голосом Уилберта Ли О’Дэниела.»

### Политическая карьера
Губернатор
В 1938 он баллотировался на пост губернатора Техаса от Демократической партии. В губернаторской кампании он обещал снять налог с продаж и поднять пенсии. О’Даниэл выиграл предварительные выборы Демократической партии с 51 % голосов у более чем 12 противников. В должности губернатора он предложил новый налог с продаж, который не прошёл легислатуру Техаса. В 1940 О’Даниэл переизбрался. На обоих выборах его главным соперником был от специальный уполномоченный по железной дороге Техаса Эрнест Томпсон, экс-мэр Амарилло.
Сенатор
В 1941 году О’Даниэл боролся за кресло сенатора на дополнительных выборах. Он победил Линдона Джонсона 1311 голосами. Их борьба расценивается как одна из самых ожесточенных в истории. Победа сделала его единственным человеком, кто смог победить Джонсона на каких-либо выборах. Как сенатор, О’Даниэл был неэффективен, и большая часть его предложений касательно законодательства была отклонена. В 1944 году он поддержал консерваторов, которые были против переизбрания Франклина Рузвельта. О’Даниэл в 1948 году не изъявил желания переизбираться, но в губернаторских выборах 1956 и 1958 годов участвовал, без особого успеха.